# Pansarklädda fartyg

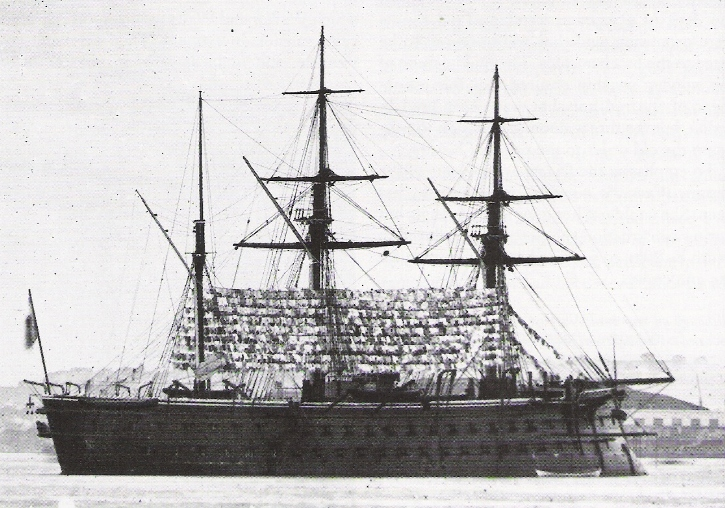
Det franska slagskeppet Solferino, det enda pansarklädda fartyget att förses med två batteridäck.

Pansarklädda fartyg var ångdrivna örlogsfartyg under andra halvan av 1800-talet, byggda av trä och beklädda med pansarplåtar av järn eller stål. Fartygstypen utvecklades som en följd av att träfartyg hade svårt att stå emot de nyare typer av sjöartilleri som utvecklats under 1840-talet, vars projektiler var spränggranater istället för massiva järnkulor.

## Historik
Det första pansarklädda örlogsfartyget var det franska slagskeppet La Gloire, som sjösattes i november 1859 som en följd av erfarenheter från Krimkriget, där fransmännen byggt pansarklädda flytande batterier som bombarderade ryska befästningar.
Brittiska flottan hade haft planer på pansarklädda träfartyg sedan 1856, men i början av 1859 började man istället bygga världens första örlogsfartyg med järnskrov, HMS Warrior, som sjösattes 1860. Det ledde till att Storbritannien 1861 beslöt att övergå helt till järnskrov.
De första sjöslagen där pansarklädda fartyg deltog, skedde under Amerikanska inbördeskriget, inklusive det berömda Slaget vid Hampton Roads, där två pansarklädda fartyg för första gången mötte varandra, sydstaternas CSS Virginia och nordstaternas USS Monitor. Erfarenheterna från Amerikanska inbördeskriget gjorde att en rad länder började bepansra existerande träfartyg och/eller bygga nya fartyg med järnskrov.
"Monitorerna", som byggdes inspirerade av USS Monitor, visade sig dock olämpliga för öppet hav, där istället andra fartyg som HMS Bellerophon blev stilbildande.
Svenska flottan hade aldrig några pansarklädda fartyg. Däremot byggde man 14 monitorer under åren 1865–1871. Till skillnad från USS Monitor var dessa dock helt byggda i järn, och bör därför inte räknas som "pansarklädda fartyg" utan som pansarbåtar (vilket var den svenska benämningen på pansarskepp fram till 1920-talet).